# إينغفار أندرسون
إينغفار أندرسون (بالسويدية: Ingvar Andersson)‏ هو مؤرخ وكاتب سويدي، ولد في 19 مارس 1899، وتوفي في 14 أكتوبر 1974.